# Konsthemmet Kirpilä
Konsthemmet Kirpilä (finska: Taidekoti Kirpilä) är ett privat konstmuseum i Helsingfors.
Konsthemmet Kirpilä visar Juhani Kirpiläs konstsamling i åtta rum i hans tidigare hem under åren 1979-88 på 340 kvadratmeter. Detta utgör hela högsta våningsplanet i ett sexvånings bostadshus vid Norra Hesperiagatan i Helsingfors, ritat av Karl Lindahl och färdigt 1934. 
Samlingen har fler än 55 verk av finländska konstnärer från 1800-talet och från 1900-talet fram till 1970-talet. Han började egna inköp till samlingen i mitten av 1950-talet med Maria Wiiks Tistlar. Stora delar omfattar konst från tiden runt sekelskiftet 1800/1900. Bland representerade målare märks Pekka Halonen, Einar Ilmoni, Helene Schjerfbeck, Yrjö Saarinen och Åke Mattas. Det finns också ett flertal skulpturer av Kain Tapper (1930-2004).
Konsthemmet Kirpilä donerades till Finska kulturfonden och stöds av den för detta ändamål, och för stöd till bildkonst och forskning inom bildkonst, bildade Juhani Kirpiläs minnesfond.

## Bildgalleri

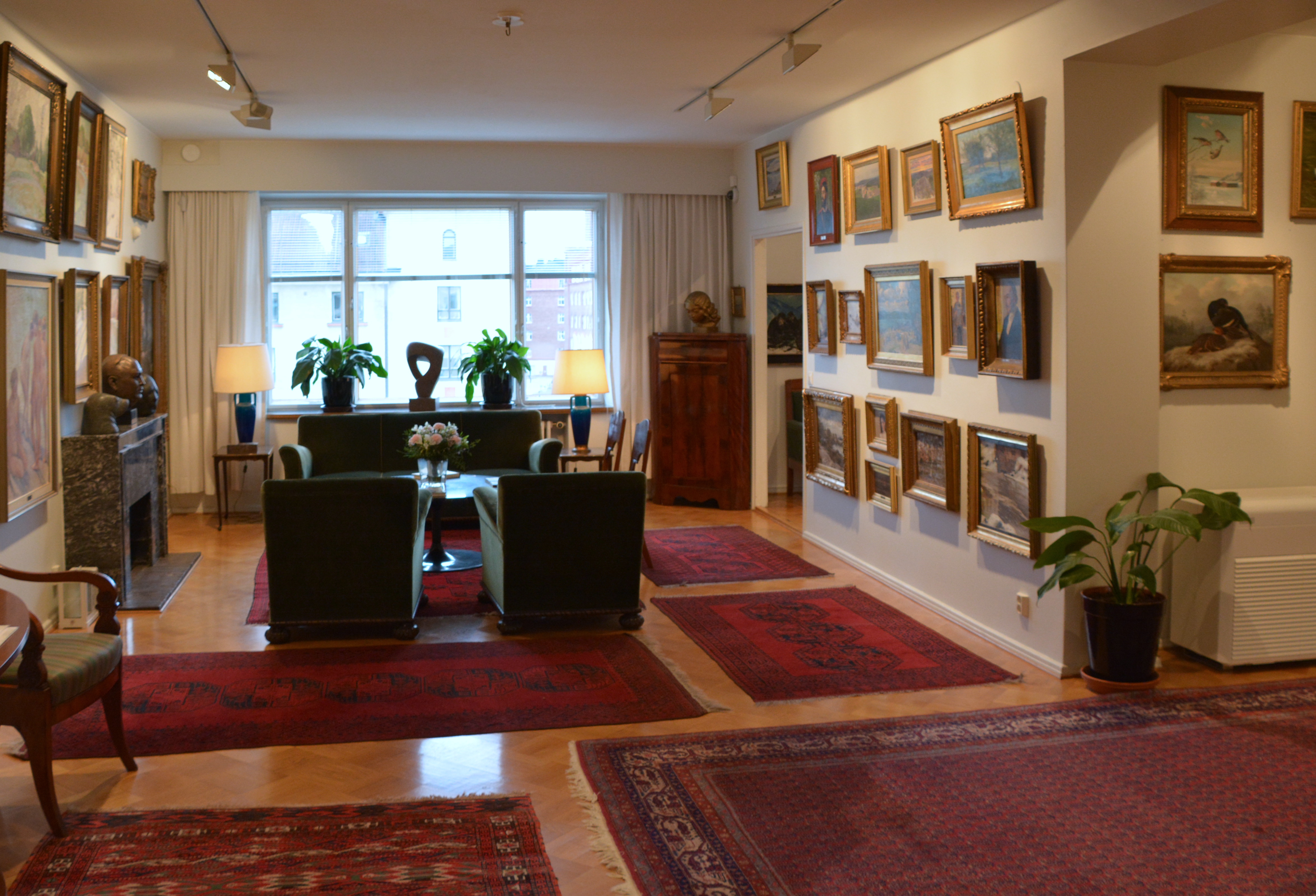
Stora rummet
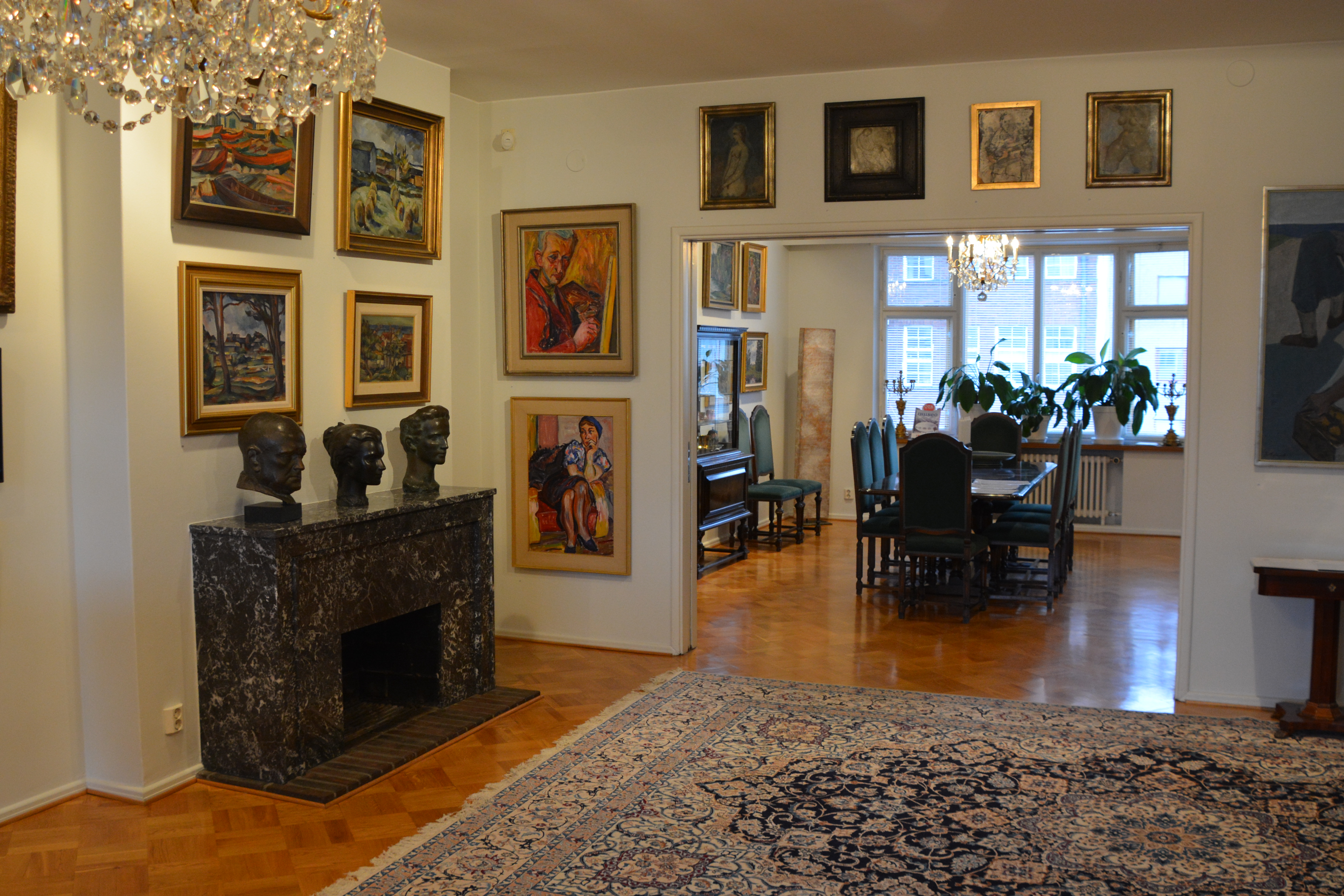
Matsalen
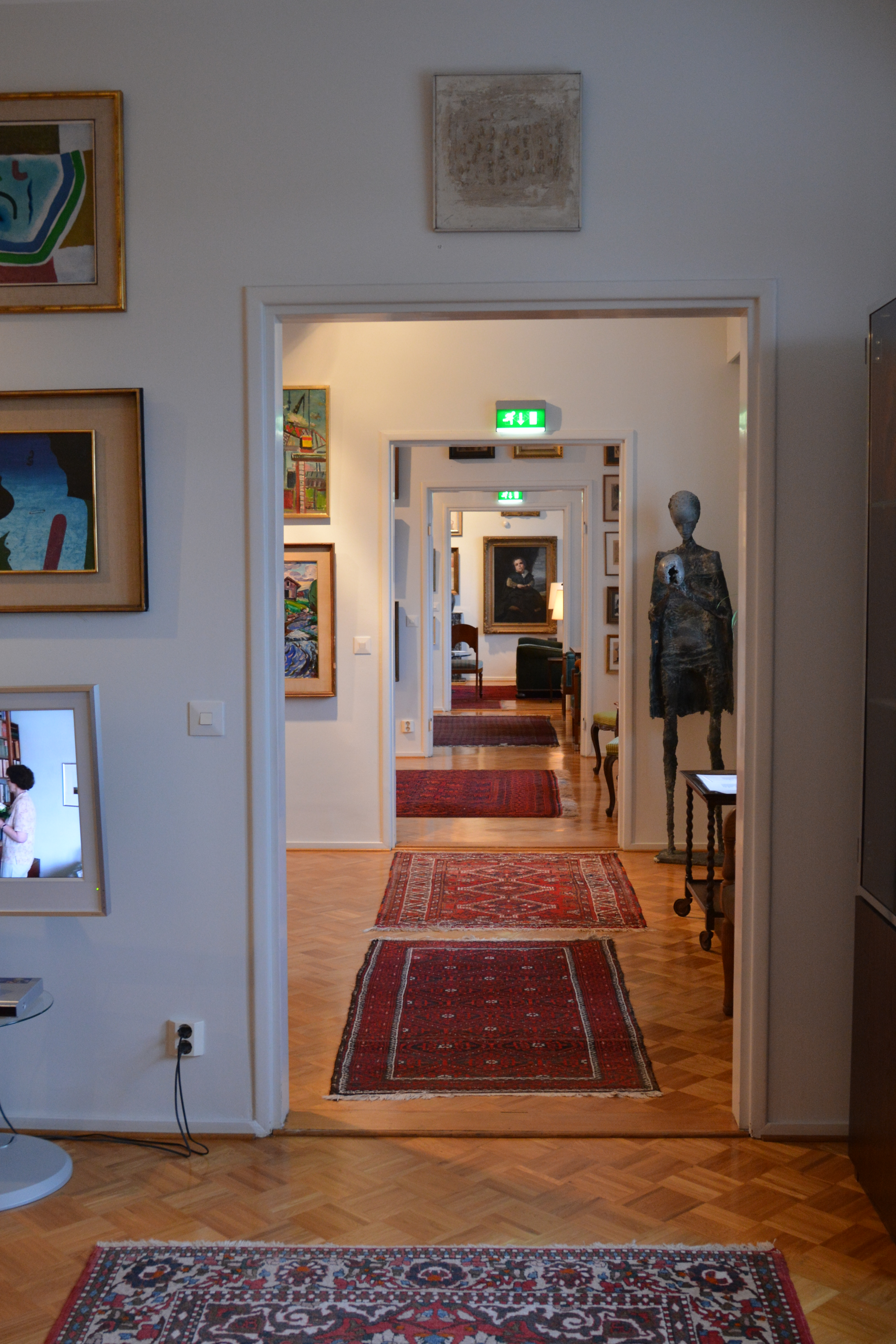
Rumsfil